# Bago-kusuntu
Le bago-kusuntu est une langue gour, de la branche gourounsi, parlée au Togo et composée de deux dialectes : le bago et le kusuntu.